# 小西一男
小西 一男（こにし かずお、1955年9月30日 - ）は、日本中央競馬会美浦トレーニングセンターに所属の調教師、元騎手である。
父は元騎手の小西登。娘は自厩舎に所属していた騎手であった田辺裕信のバレットを務めている小西由紀。

## 来歴
1955年9月、中山競馬場岩佐宗五郎厩舎の騎手である小西登の嫡男として出生。中山で生まれ育ち、幼少時より馬に近い環境にいた一男は「馬世界の外で生きることは考えもつかなかった」と後に語る。
父登は太平洋戦争末期の1944年に騎手デビューするも、兵役などのため実働わずか1年あまり、通算66戦0勝という成績に終わっており現役未勝利だった自分の代わりに一男がレースで躍動することを望み、息子の騎手願望に対し反対はまったくしなかったという。のちに登は一男の騎手デビューに発奮し1977年に調教師免許を取得し厩舎を開業、自らの要望により一男を自厩舎に所属させた時期もあり、1982年には管理馬だったタケデンフドーに一男を騎乗させ、東京優駿への出場も果たしている。
馬事公苑長期養成課程を経て1974年3月一男は騎手デビューを果たす。1度試験に落ち、2度目での騎手合格であった。なお同期騎手として根本康広・加藤和宏・木藤隆行・池添兼雄・佐々木晶三などがいる。
デビュー1週間後に初勝利をあげ、父登が手にできなかった勝ち鞍を手にした一男であるが、重賞勝利などの特筆すべき実績を挙げるには至らず、騎手として大成できなかったのは「環境云々以前に自分に適性がなかった」と述べ、16年間で1362戦92勝という成績に終わり、調教師免許取得に伴い1989年12月をもって現役を引退している。
4度目の挑戦で調教師免許に合格した一男は1991年3月、定年退職した鈴木勝太郎厩舎を継ぐ形で美浦に開業。3月2日に初出走、同年6月23日に初勝利を挙げる。1994年管理馬から重賞ホルダー、GI出走馬を輩出。この他1990年代には中央・地方双方で活躍馬を擁し、1993年から2010年にかけ毎年2桁勝利を維持し続けている。

## 騎手成績
|            | 日付          | 競走名          | 競馬場 | 馬名           | 頭数 | 人気 | 着順 |
| ---------- | ------------- | --------------- | ------ | -------------- | ---- | ---- | ---- |
| 初騎乗     | 1974年3月2日  | アラブ4歳未勝利 | 中山   | ヒシリキス     | 7    | -    | 6着  |
| 初勝利     | 1974年3月10日 | アラブ4歳未勝利 | 中山   | ヒシリキス     | -    | -    | 1着  |
| 重賞初騎乗 | 1974年6月16日 | セイユウ記念    | 中山   | ヒシリキス     | 15頭 | 6    | 3着  |
| GI級初騎乗 | 1982年4月18日 | 皐月賞          | 中山   | タケデンフドー | 20頭 | 14   | 4着  |

- 通算1362戦92勝

## 調教師成績
|            | 日付           | 競馬場・開催  | 競走名        | 馬名             | 頭数 | 人気 | 着順 |
| ---------- | -------------- | ------------- | ------------- | ---------------- | ---- | ---- | ---- |
| 初出走     | 1991年3月2日   | 2回中山3日2R  | 4歳未勝利     | ミニヨン         | 16頭 | 11   | 11着 |
| 初勝利     | 1991年6月23日  | 1回福島4日3R  | 4歳未勝利     | サロマブルー     | 10頭 | 2    | 1着  |
| 重賞初出走 | 1994年2月19日  | 1回東京7日11R | フェブラリーS | トモエボンバー   | 16頭 | 9    | 7着  |
| 重賞初勝利 | 1994年11月12日 | 5回東京3日11R | 京成杯3歳S    | ゴーゴーナカヤマ | 11頭 | 2    | 1着  |
| GI初出走   | 1994年5月22日  | 3回東京2日10R | 優駿牝馬      | マイネマジック   | 18頭 | 12   | 5着  |

### 主な管理馬
※括弧内は当該馬の優勝重賞競走、太字はGI級競走。
- ゴーゴーナカヤマ（1994年京成杯3歳ステークス）
- スピードワールド（1997年京成杯）
- デュークグランプリ（1997年武蔵野ステークス、ダイオライト記念、ブリーダーズゴールドカップ、1998年東海菊花賞）
- スーパーナカヤマ（1998年ガーネットステークス）
- テトラドラクマ （2018年クイーンカップ）
- ケンシンコウ（2020年レパードステークス）
- ペイシャエス（2022年ユニコーンステークス、名古屋グランプリ、2024年エルムステークス）[2]